# Òmnium Cultural
Òmnium Cultural és una entitat sense ànim de lucre fundada el 1961 que treballa per la promoció de la llengua i la cultura catalanes, l'educació, la cohesió social i la
identitat dels Països Catalans.
El 2022 Òmnium Cultural comptava amb més de 190.000 socis distribuïts en 40 seus territorials, el 2020 tenia més de 180.000 socis i el febrer del 2019 el nombre de socis superava als 140.000. També té una vinculació directa amb Acció Cultural del País Valencià i Obra Cultural Balear en el marc de la Federació Llull.

## Història
Òmnium Cultural va ser fundada l'11 de juliol de 1961 per Lluís Carulla i Canals, Joan Baptista Cendrós i Carbonell, Fèlix Millet i Maristany, Joan Vallvé i Creus i Pau Riera i Sala. Fèlix Millet i Maristany fou el primer president de l'entitat i fou succeït per Pau Riera, Joan Vallvé, Joan Carreras i Josep Millàs. El desembre de 1963, pocs dies després de les declaracions de l'abat Aureli M. Escarré a Le Monde en defensa de la identitat catalana, Òmnium Cultural va ser escorcollada i clausurada per ordres del governador civil Antonio Ibáñez Freire, però va continuar treballant clandestinament en la defensa i promoció de la llengua i la cultura catalanes. Aquesta situació es prolongà fins al 1967, quan l'entitat rebé el vistiplau de l'Administració.
Durant els anys 70, 80 i 90, Òmnium va engegar nombroses campanyes per promoure el català en diversos àmbits (l'escola, el llibres, la restauració, els mitjans de comunicació) i per defensar els drets nacionals de Catalunya (campanya Freedom For Catalonia, campanya pel CAT a les matrícules, etc.). A partir de 2003, sota la presidència de Jordi Porta, l'entitat va engegar un procés de renovació interna i externa que es va concretar amb l'impuls de nous projectes i activitats (Festa per la Llibertat, programes de cohesió social, nous programes culturals), amb una nova imatge gràfica i un canvi d'ubicació de la seu nacional, del Palau Dalmases cap al carrer Diputació, 276, a l'Eixample de Barcelona.

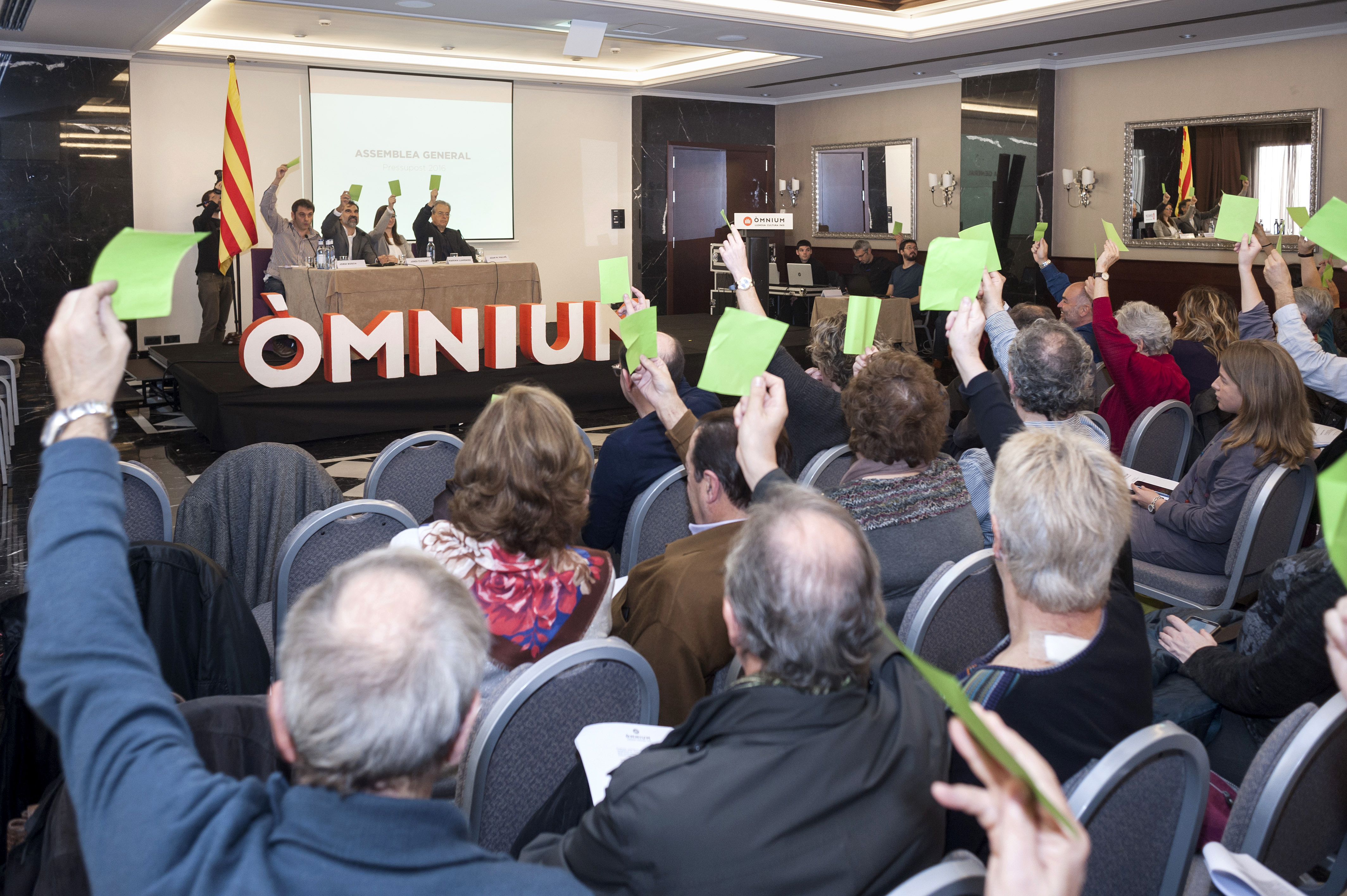
Assemblea General d'Òmnium de 2015.

Òmnium va ser l'encarregada d'organitzar la manifestació que tingué lloc el 10 de juliol de 2010 a Barcelona, sota el lema "Som una nació. Nosaltres decidim", i el 29 de juny de 2013 va organitzar el Concert per la Llibertat al Camp Nou, amb el suport de l'Assemblea Nacional Catalana (ANC) i altres entitats. Els anys 2013 i 2014 va impulsar la campanya Un país normal. El 2014, amb l'ANC, va posar en marxa la campanya Ara és l'hora a favor de la independència de Catalunya de cara la consulta sobre la independència de Catalunya del 9 de novembre d'aquell mateix any. La campanya va tenir la seva rèplica l'estiu de 2015, encara a les eleccions al Parlament de Catalunya de 2015. A causa de la inclusió de Muriel Casals a la llista independentista Junts pel Sí, la fins llavors presidenta d'Òmnium va deixar el càrrec. La va succeir Quim Torra fins a l'assemblea celebrada el 19 de desembre de 2015 en la qual fou proclamat president Jordi Cuixart i Navarro, elegint-se 19 càrrecs d'un total de 24.
El 16 d'octubre de 2017 la jutge de l'Audiència Nacional Carmen Lamela decretà presó incondicional pel seu president Jordi Cuixart amb relació a l'Operació Anubis. També ordenà presó per Jordi Sànchez, president de l'ANC. La justícia acusa Òmnium i l'ANC de convocar la concentració del 20 de setembre davant del Departament d'Economia i Hisenda. Els assenyala per no permetre la tasca de la comitiva judicial garantint la seva integritat física. Des de llavors, diverses organizations incloent Amnistia Internacional, l'Oficina de l'Alt Comissariat de les Nacions Unides per als Drets Humans, PEN Club Internacional, l'Organització Mundial Contra la Tortura, Front Line Defenders i la International Association of Democratic Lawyers n'han demanat el seu alliberament.
Des de l'arrest de Cuixart, la figura pública més important de l'entitat ha estat el portaveu Marcel Mauri.
El dia 25 de desembre, en el marc del Mobile World Congress i del sopar inaugural, l'ANC i Òmnium van convocar una «gran cassolada» a les 21.00 h a Barcelona per a protestar per la presència i contra el posicionament del Rei d'Espanya Felip VI després de les càrregues policials de l'1 d'octubre.
El 15 de març del 2018 la Guàrdia Civil espanyola va escorcollar la seu de l'entitat cultural durant tot el dia. Es van endur els papers originals de la comptabilitat 2016-2018 i una còpia en CD; tres telèfons mòbils, un dels quals personal; quatre discos durs i van segrestar el correu de quatre treballadors. En total, 10 gigues de documentació i 320 gigues d'imatges del banc gràfic.
El desembre de 2020 Òmnium va recollir signatures arreu de Catalunya a favor de la llei d'amnistia que promovien els partits independentistes.

### Nombre de socis
| Any   | 1961 | 1962 | 1963 | 1970  | 1979   | 2001   | 2008   | 2009   | 2010   | 2011   | 2012   | 2013   | 2015   | 2016   | 2017   | 2018    |
| ----- | ---- | ---- | ---- | ----- | ------ | ------ | ------ | ------ | ------ | ------ | ------ | ------ | ------ | ------ | ------ | ------- |
| Socis | 5    | 279  | 554  | 7.148 | 20.300 | 17.000 | 19.000 | 20.000 | 23.000 | 27.000 | 31.791 | 37.289 | 54.452 | 62.573 | 95.359 | 133.010 |

## Àmbits de treball i activitat

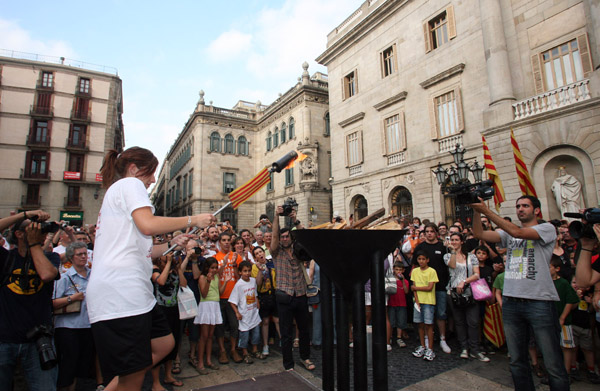
Flama del Canigó a Barcelona.

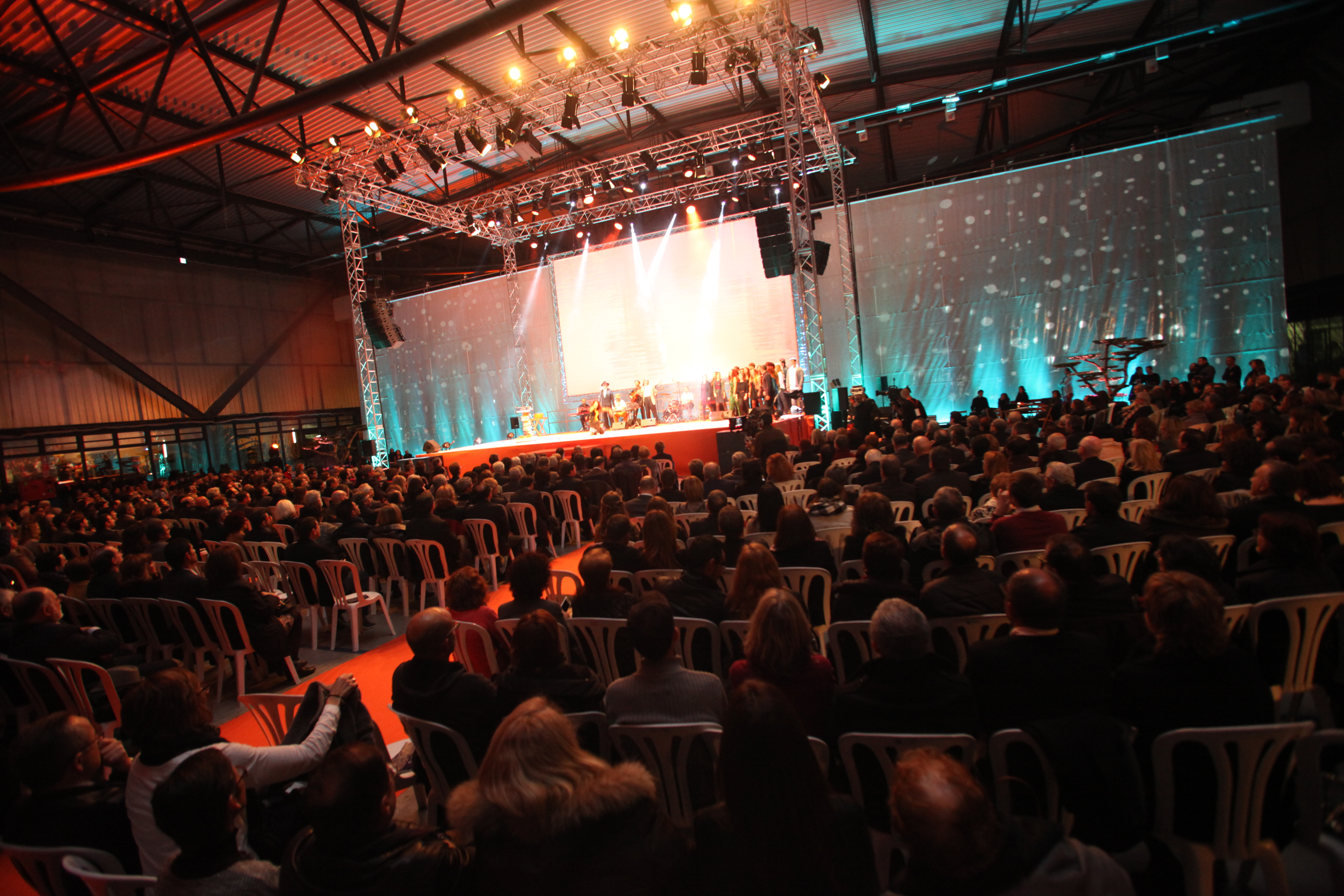
65a Nit de Santa Llúcia a Tortosa, 2015

### Cultura
- Nit literària de Santa Llúcia — la Festa de les Lletres Catalanes Vetllada cultural en la qual es lliuren alguns dels premis més prestigiosos de les lletres catalanes. Se celebra de forma itinerant i es retransmet en directe per TV3. Els dies abans s'organitzen activitats a la ciutat que acull la festa.
- Premi d'Honor de les Lletres Catalanes — El projecte vol reconèixer i prestigiar els referents de la cultura catalana i donar-ne a conèixer l'obra arreu del país. A principis de juny se celebra l'acte de lliurament al Palau de la Música Catalana.
- La Llança de Sant Jordi — La diada de Sant Jordi Òmnium surt al carrer a moltes poblacions amb diverses activitats. Dies abans impulsa una campanya a Internet per donar a conèixer les novetats editorials en català i fomentar-ne el consum. Es clou amb una festa del món literari i editorial.[35]
- Flama del Canigó — Focs de Sant Joan. Aquesta festa d'encesa dels Focs de Sant Joan és una eina de cohesió i construcció col·lectiva molt arrelada als Països Catalans. A nivell nacional s'organitza l'accés al cim del Canigó i es dona suport als equips de foc d'arreu del país. També organitza l'acte de rebuda al Parlament i a la plaça de Sant Jaume de Barcelona.
- Calendari de Tradicions i Costums — Calendari il·lustrat amb les festes tradicionals més rellevant dels Països Catalans i els costums i elements gastronòmics que les acompanyen  per tal de donar a conèixer aquest l'imaginari col·lectiu i assenyalar les dates que tenen incidència. 5.000 exemplars, 200 punts de distribució.
- Altres activitats — Durant tot l'any la Seu Nacional i la majoria de seus territorials acullen xerrades, taules rodones, cicles i presentacions.

### Llengua i educació

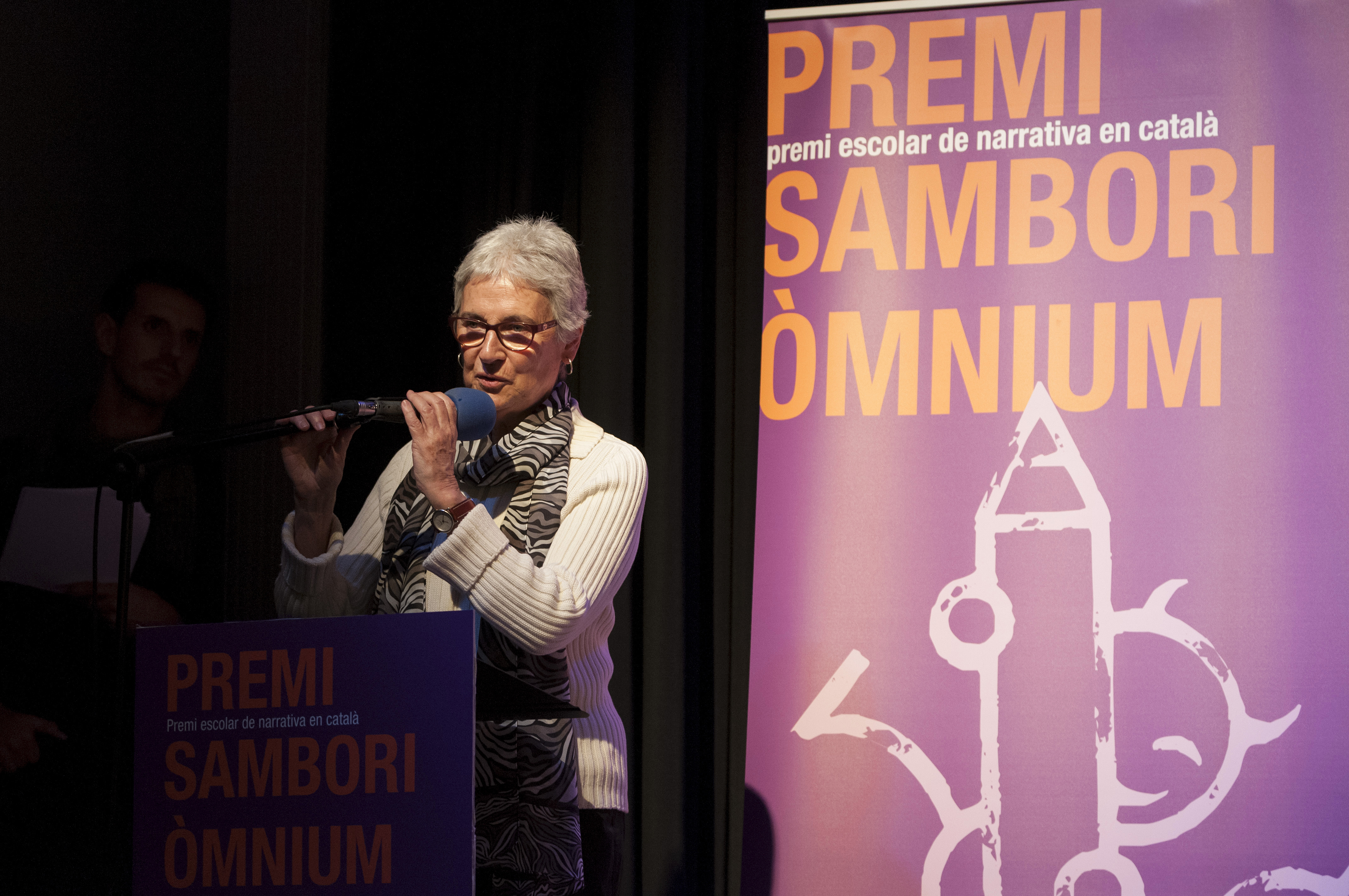
Muriel Casals, presidenta d'Òmnium Cultural a la cerimònia de lliurament de premis de l'any 2014

- El Tinter de les Lletres Catalanes — Vol fomentar l'ús del català escrit als centres educatius i la creativitat d'autors d'entre 6 i 18 anys. Agrupa el Premi Sambori Òmnium de narrativa i el Premi Pissiganya de poesia. Al maig se celebra la festa final.[36]
  - El Premi Sambori és un premi de narrativa en català dirigit als alumnes de primària, secundària i batxillerat de tots els Països Catalans que té com a objectius promoure la participació en un projecte comú i difondre l'ús del català dins de l'àmbit escolar, tot incentivant la imaginació, la creativitat i aquells valors pedagògics que es treballen en cadascun dels centres.[37] La Fundació Sambori[38] organitza aquest concurs del 1998 a País Valencià. Des de 2006, Òmnium Cultural organitza i impulsa el Premi Sambori a Catalunya, Andorra i la Catalunya Nord, tot coordinant-se amb la Fundació Sambori, que s'encarrega de l'organització del premi a la resta dels Països Catalans. L'any 2016, el premi va celebrar la seva desena edició amb la participació de 85.000 alumnes, la qual cosa el converteix en el premi literari amb més participants d'Europa. El nom del Sambori (o xarranca) ve d'un joc de carrer per a nenes i nens, i va ser escollit per les associacions convocants del primer premi, perquè es tracta d'un joc popular que es juga a totes les comarques de la parla catalana i arreu del món.
  - El Premi Pissiganya és un premi de poesia en català que té per finalitat la difusió del gust per la creació poètica entre les i els alumnes dels centres educatius dels Països Catalans. Els poemes han de ser treballs originals, en català, individuals i de tema lliure, amb mètrica o sense. Hi podem participar alumnes de primària i secundària dividits en sis categories i s'atorguen tres premis per categoria. Els premis consten de dues modalitats: poesia i poesia visual. El premi és convocat per Pissiganya.cat, revista de poesia per a xiquets i xiquetes de 0 a 10 anys i Òmnium Cultural, amb la col·laboració de la Fundació Carulla, Andana Editorial, el Museu de la Vida Rural de l'Espluga de Francolí i Vagó de Versos.[39]
- Observatori de la Llengua Catalana — Format per Òmnium i Plataforma per la Llengua, l'Observatori encarrega al CRUSCAT de l'Institut d'Estudis Catalans l'Informe sobre la situació de la llengua catalana i n'organitza presentacions arreu dels Països Catalans.
- Som Escola — Plataforma formada per entitats cíviques i educatives en defensa del model d'escola catalana per tal de coordinar respostes davant els atacs al model d'immersió lingüística. Activitats de mobilització diverses.

### Cohesió social
Diversos projectes de cohesió:
- Quedem? és un programa que es duu a terme des del 2006.[40] El gener de 2011 Òmnium Badalona va inaugurar les activitats del 2011 amb la descoberta del subsòl del Museu de Badalona. El 22 de setembre de 2011 Òmnium Cultural Osona va organitzar una visita a la Sagrada Família[41] L'octubre de 2013 a Manresa es va fer una sortida a Montserrat, seguint un tros del camí dels Degotalls.[42] El divendres 20 de desembre de 2013, Òmnium Bages va organitzar una visita a l'assaig dels Pastorets d'Els Carlins. El divendres 20 de desembre de 2013 Òmnium Cultural del Baix Camp va organitzar el "Caga tió!" a la Parròquia de Sant Bernat Calbó de Reus.[43]
- A tota veu és un programa que consisteix en una lectura pública de poesia arreu del territori català que es fa al voltant de Sant Jordi. Es fan parelles de persones, una té com a llengua pròpia el català i l'altra una llengua diferent, i llegeixen en públic poemes en la llengua original i la traducció al català. És una activitat oberta a tothom que hi vulgui participar I cada any gira al voltant d'un eix temàtic.[44]
- Arrelarreu (Treball entre centres educatius i biblioteques per tal de fomentar el vincle a partir de contes populars de diverses tradicions).

### País
- Festa per la Llibertat — i altres actes al voltant de l'11 de setembre. Actes arreu de Catalunya al voltant de la Diada (marxes de torxes, ofrenes, xerrades). I a Barcelona, organització de la Festa per la Llibertat (activitats durant tot el dia al pg. Lluís Companys i concert multitudinari al vespre).
- Internacionalització — Accions comunicatives, de divulgació i diplomàcia cívica per donar a conèixer el procés català al món i buscar complicitats i suports que contribueixin al reconeixement internacional del futur estat català. Algunes de les campanyes fetes són: Catalans want to vote, What do you know about Catalan culture?, What's going on in Catalonia?
- Campanyes de mobilització — Diverses campanyes i actes destinats a eixamplar la majoria social pel dret a decidir i la independència de Catalunya. Algunes accions dels darrers anys: Campanya Un país normal, Concert per la Llibertat, campanya Ara és l'hora (juntament amb l'Assemblea Nacional Catalana), Demà pots ser tu (juntament amb Irídia, FundiPau, IDHC i NOVACT).[45]

## Seus

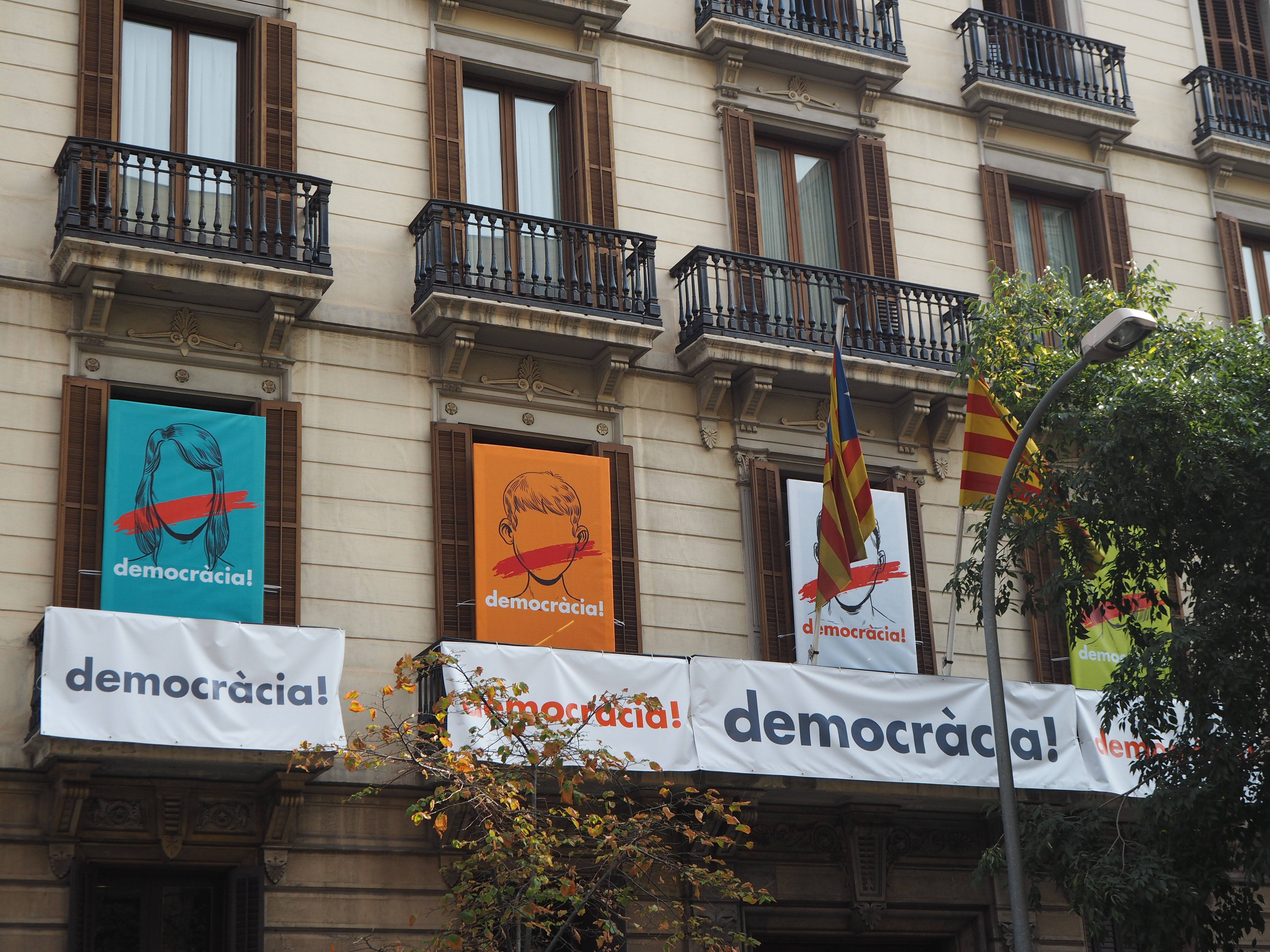
Seu Nacional al Carrer Diputació de Barcelona.

La seu nacional d'Òmnium està situada al carrer Diputació de Barcelona. Però l'entitat compta amb 40 seus territorials repartides per tot Catalunya. Algunes són d'àmbit comarcal, d'altres d'àmbit local i, en el cas de Barcelona, l'àmbit d'actuació són els districtes de la ciutat.
A banda d'aquestes seus, Òmnium té presència a la Catalunya Nord i l'Alguer:
- Òmnium Cultural Catalunya Nord- és una entitat que actua al Rosselló, amb seu a Perpinyà i que es va fundar l'any 1987. L'any 2007, la Generalitat de Catalunya va destinar 127.666 € a subvencionar l'Òmnium Cultural de la Catalunya Nord.[47]
- Òmnium Cultural L'Alguer- és una entitat constituïda a la ciutat catalanoparlant de Sardenya el 1991, d'acord amb el dret d'associacions de l'Estat italià, i manté una estreta relació amb Òmnium Cultural. Entre els seus fundadors trobem Francesc Manunta, Antoni Soggiu, Carmela Frulio i altres més per tal de donar suport a les activitats lingüístiques a favor del català, campanyes a les escoles juntament amb el Centre de Recursos Pedagògics Maria Montessori i contactes amb altres entitats dels Països Catalans. Forma part de l'Observatori de la Llengua Catalana.[48]

Pel que fa al País Valencià i a les Illes Balears Òmnium Cultural està agermanada amb Acció Cultural del País Valencià i l'Obra Cultural Balear en el marc de la Federació Llull d'Entitats Culturals dels Països Catalans.

## Llista de presidents
Informació actualitzada per un bot. Els canvis manuals es perdran quan s'actualitzi!
| Número | Imatge | Nom                              | Inici del mandat | Fi del mandat | Dades a Wikidata              |
| ------ | ------ | -------------------------------- | ---------------- | ------------- | ----------------------------- |
| 1      |        | Fèlix Millet i Maristany         | 11-07-1961       | 01-01-1968    | Modifica les dades a Wikidata |
| 2      |        | Pau Riera i Sala                 | 01-01-1968       | 01-04-1978    | Modifica les dades a Wikidata |
| 3      |        | Joan Vallvé i Creus              | 01-04-1978       | 28-02-1984    | Modifica les dades a Wikidata |
| 4      |        | Joan Carreras i Martí            | 28-02-1984       | 20-03-1986    | Modifica les dades a Wikidata |
| 5      |        | Josep Millàs i Estany            | 20-03-1986       | 02-04-2002    | Modifica les dades a Wikidata |
| 6      |        | Miquel Bes i Calzadilla (interí) | 02-04-2002       | 18-11-2002    | Modifica les dades a Wikidata |
| 7      |        | Jordi Porta i Ribalta            | 18-11-2002       | 20-03-2010    | Modifica les dades a Wikidata |
| 8      |        | Muriel Casals i Couturier        | 20-03-2010       | 21-07-2015    | Modifica les dades a Wikidata |
| 9      |        | Joaquim Torra i Pla (interí)     | 21-07-2015       | 19-12-2015    | Modifica les dades a Wikidata |
| 10     |        | Jordi Cuixart i Navarro          | 19-12-2015       | 26-02-2022    | Modifica les dades a Wikidata |
| 11     |        | Xavier Antich i Valero           | 26-02-2022       |               | Modifica les dades a Wikidata |

## Junta directiva

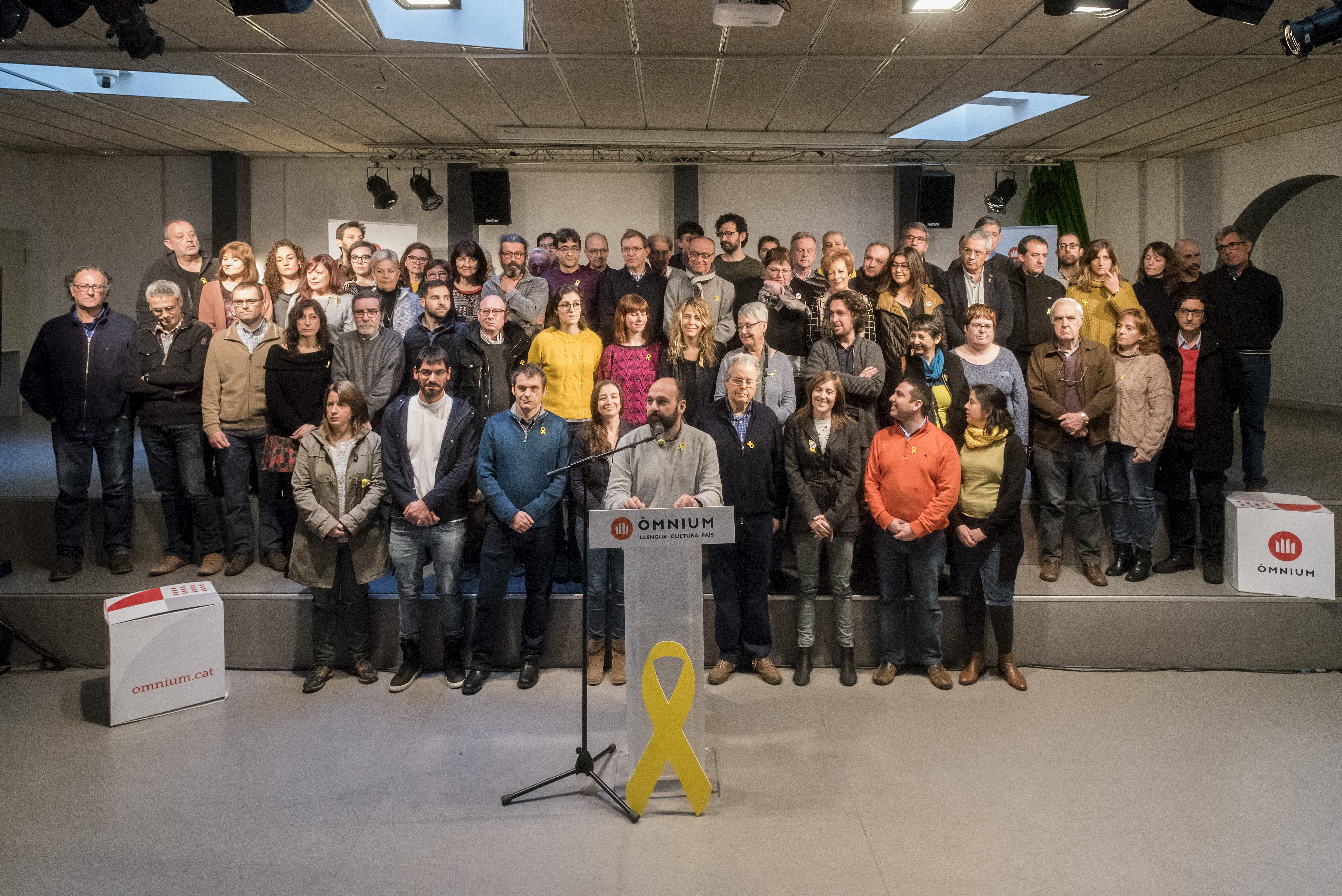
Junta Directiva i els presidents territorials d'Òmnium del 2018

La junta directiva sorgida de les eleccions del 2022 està formada per Xavier Antich i Valero (president), Mònica Terribas i Sala (vicepresidenta 1a), Marina Gay i Faura (vicepresidenta 2a), Marta Garsaball i Pujol (tresorera i vicepresidenta 3a), Jordi Arcarons i Rabadà (Secretari) i els vocals Quim Forn i Chiariello, David Fernàndez i Ramos, Natza Farré i Maduell, Natàlia Touzon i Barco, Toni Borrell i Vila, Rosa Olivé i Ollé, Àngel Castiñeira i Fernández, Gerard Pijoan i Homs, Jordi Corrons i Boix, Neus Torbisco i Casals, Laura Cendrós i Jorba, Joan Pujolar i Cos, Paco Poch i Sabarich, Didac Amat i Puigsech, Montse Ortiz i Moran, Blanca de Llobet i Argemí, Marina Gallés i Clarà, Mariona Lladonosa i Latorre i Elena Massot i Puey.
L'anterior junta directiva, sorgida de les eleccions de juliol de 2020, va estar formada per Jordi Cuixart i Navarro (president), Marcel Mauri de los Rios (vicepresident 1r), Marina Llansana i Rosich (vicepresidenta 2a), Clàudia Pujol i Devesa (vicepresidenta 3a), Marina Gallés i Clarà (secretària), Pere Carles i Subirà (tresorer), Jordi Bosch i de Borja, Marina Gay i Faura, Xavier Antich i Valero, Núria Basi i More, Iolanda Fresnillo i Sallan, Maria Majó i Clavell, Roser Sebastià i López, Gerard Pijoan i Homs, Lluís Duran i Solà, Neus Torbisco i Casals, Joan Vallvé i Ribera, Joan Pujolar i Cos, Francesc Poch i Sabarich, Umair Dar, Montse Ortiz i Moran, Blanca de Llobet i Argemí, Òscar Gimeno i Prats, Marta Garsaball i Pujol.

## Premis i reconeixements
Quant als reconeixements, el 1984 se li concedí la Creu de Sant Jordi i el 2012, la Medalla d'Honor del Parlament de Catalunya, un guardó que compartí amb Càritas Diocesana; i el Premi Nacional a la Projecció Social de la Llengua Catalana.

## Fons documental
El 18 d'abril de 2007, Òmnium Cultural va cedir el seu fons documental a l'Arxiu Nacional de Catalunya, tal com estableix el contracte que van signar el llavors president de l'entitat, Jordi Porta, i el Conseller de Cultura, Joan Manuel Tresserras. El fons, que inclou el període 1961-1990, és considerat un dels més importants per documentar l'activisme de la societat civil catalana en defensa de la llengua i la cultura durant els últims anys del franquisme, la transició i l'inici de la democràcia. Es tracta de la documentació de l'entitat cultural catalanista, amb continguts fonamentals per a l'estudi de la defensa de la llengua i cultura catalanes i de la resistència contra el règim. En el fons hi trobem la documentació de Secretaria (òrgans directius, informes jurídics, delegacions territorials, relacions amb altres entitats); concessió de beques i ajuts; cursos d'història de Catalunya; edició de llibres i audiovisuals; premis (Festes de Santa Llúcia, Baldiri Reixach, Premi d'Honor de les Lletres Catalanes); documentació de Fèlix Millet i d'altres membres d'Òmnium Cultural; comptabilitat; i arxiu visual i sonor.

## Campanyes publicitàries

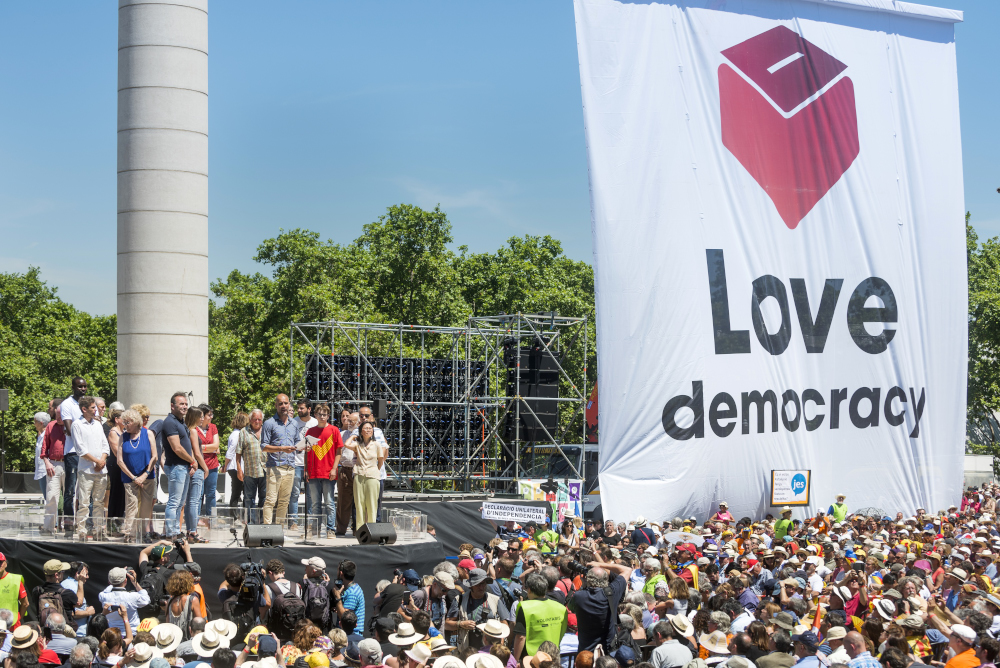
Campanya Love Democracy, engegada per Òmnium juntament amb l'AMMI i l'ANC

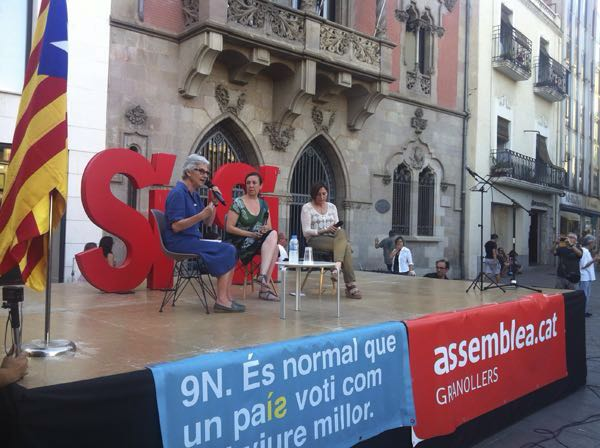
Campanya a Granollers

«Un país normal» fou una campanya impulsada per Òmnium Cultural entre 2013 i 2014 que va començar amb un article de l'aleshores presidenta de l'entitat, Muriel Casals, publicat a El Periódico de Catalunya. La campanya pretenia ampliar el suport a l'anomenat «dret a decidir», que es concretava en la proposta de celebració d'un referèndum sobre la independència de Catalunya. Durant aquest període es van inserir anuncis als mitjans de comunicació, es van fer actes públics i es van dur a terme accions de carrer amb voluntaris, com per exemple el desplegament d'una gran pancarta a l'estadi del Futbol Club Barcelona, bustiades i repartiments de fulls voltants a desenes de poblacions. També es van oferir materials digitals que tothom pogués distribuir.
El 15 de juliol de 2014 es va presentar el documental "Un país normal" en el qual diferents personalitats conegudes del món de la comunicació i de la política aborden el debat sobre la necessitat que Catalunya pugui votar el seu futur polític el 9 de novembre de 2014. Al documental participen Andreu Buenafuente, Àngel Llàcer, Juan Luis Cano, Karmele Marchante, Martí Galindo, Antonio Baños, Berto Romero, Míriam Tortosa, Xavier Sala i Martín, Josep Maria Mainat, Sílvia Ventura i Ramon Cotarelo. També va comptar amb el suport musical de la cançó "País normal" del grup Sabor de Gràcia. La campanya es va tancar quan Òmnium Cultural va posar en marxa amb l'Assemblea Nacional Catalana la campanya «Ara és l'hora», relacionada amb la consulta del 9 de novembre de 2014, que va convocar el govern català.
Help Catalonia. Save Europe. és el nom d'una campanya com a reacció a la repressió policial que van rebre els catalans després del Referèndum sobre la independència de Catalunya de l'1 d'octubre de 2017 (Operació Anubis) i, sobretot, arran de l'empresonament del president d'Òmnium Cultural, Jordi Cuixart, el dia 16 d'octubre de 2017 juntament amb Jordi Sànchez, el president de l'ANC. La campanya es basa en un vídeo penjat al canal de Youtube d'Òmnium on una noia relata, mirant a càmera i acompanyada d'imatges, els fets d'octubre de 2017. El video, que va superar un milió de visites en menys de 24 hores, fou basat en el vídeo anomenat "We are all Ukranians" en què una noia, representant l'associació Learn Liberty, defensava la llibertat dels ucraïnesos respecte a la repressió de la policia russa. El vídeo d'Òmnium fou durament criticat per la premsa espanyola com El País o El Mundo recriminant que el vídeo busca que els ciutadans europeus empatitzin amb els catalans a través de la pena, que el vídeo sigui "copiat" del de Learn Liberty i que al vídeo no es menciona en cap moment que el Referèndum no era permès sobre la legislació vigent legislació espanyola. També fou victima de comentaris desagradables i "mems" per part de l'unionisme espanyol incentivats per comentaris d'una part de la premsa espanyola.